# Méfiez-vous, mesdames
Pour plus de détails, voir Fiche technique et Distribution.
Méfiez-vous, mesdames... est un film franco-italien d'André Hunebelle, sorti en 1963.

## Synopsis
Charles, un avocat, est en prison, et ruiné,  à cause d'une femme pour qui il a détourné de l’argent. Il est convaincu par ses co-detenus qu'il  peut escroquer à son tour les femmes en les séduisant, puisqu'il est bel homme et galant. Lorsqu'il sort de prison, il decide de  passer des petites annonces et rencontre ses futures victimes qui semblent toutes riches et amoureuses. Mais il s’avère  bientôt qu'il est encore, à chaque fois, le dindon de la farce.
L’une d’elle veut qu’il tue son mari, l’autre l’attire dans un piège, sa première complice le vole d’une fortune  empruntée...
Finalement, il sera vengé par le  hasard de toutes celles qui ont voulu l’utiliser, et, sans  argent, 
se resignera à  devenir un simple pâtissier pour celle qui l’aime. Enfin, provisoirement...

## Fiche technique
- Titre original : Méfiez-vous, mesdames
- Réalisation : André Hunebelle
- Scénario : Pierre Foucaud et Jean Halain d'après le roman de Ange Bastiani
- Décors : René Moulaert
- Photographie : Raymond Lemoigne
- Son : René-Christian Forget
- Montage : Jean Feyte
- Musique : Michel Magne
- Production : André Hunebelle, Paul Cadéac, Alain Poiré, Moris Ergas
- Sociétés de production : 
  - France Production Artistique et Cinématographique, Gaumont
  - Italie Cineriz, Zebra Film
- Pays de production :  France,  Italie
- Langue originale : français
- Format : noir et blanc — 35 mm — 2,35:1 (Franscope) —  son Mono
- Genre : Comédie
- Durée : 81 minutes
- Dates de sortie : 
  - France : 30 octobre 1963

## Distribution
- Paul Meurisse : Charles Rouvier
- Danielle Darrieux : Edwige
- Michèle Morgan : Gisèle Duparc
- Sandra Milo : Henriette
- Martine Sarcey : Colette de Marval
- Gaby Sylvia : Florence
- Yves Rénier : Christian
- Marcel Pérès : Le gardien de prison
- Léon Zitrone : Lui-même
- Renée Gardès : La femme sur la péniche
- Serge Marquand : Paulo
- Jacques Marin : L'inspecteur Lebrun
- Guy Piérauld : Bébert
- Henri Attal : Jules
- Paul Bisciglia : le barman
- Kempetian : un prisonnier
- Dominique Zardi : un prisonnier
- Truus Zomerplaag : Abramsky
- Georges Aubert
- Mag Avril
- Jacques Boyer
- Christian Brocard
- Henri Coutet
- Gisèle Grimm
- Joël Monteilhet